# Maria Boodschapkerk (Rijen)

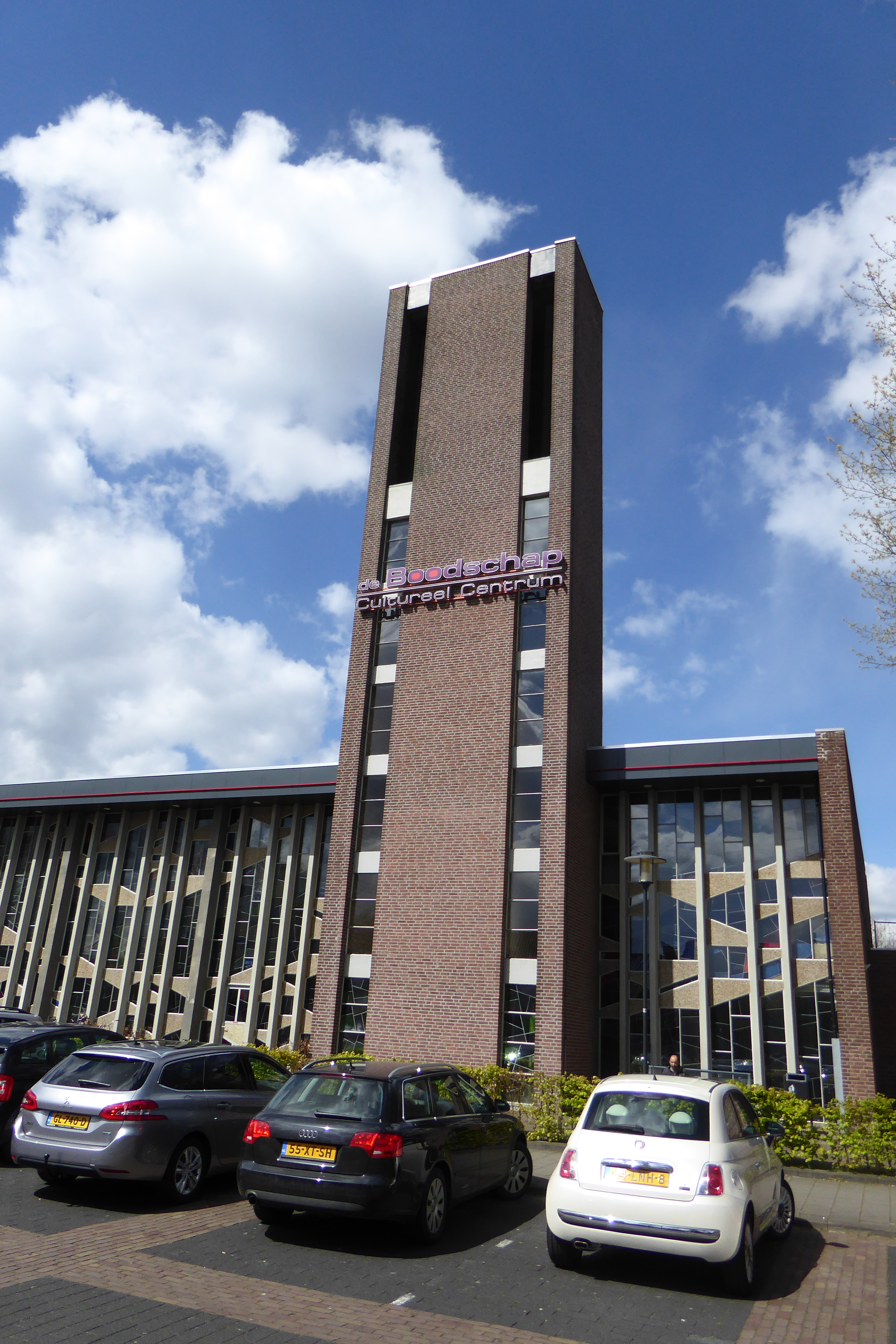
Maria Boodschapkerk

De Maria Boodschapkerk is een voormalige parochiekerk in de tot de Noord-Brabantse gemeente Gilze en Rijen behorende plaats Rijen, gelegen aan de Nassaulaan 62-64.
Deze kerk werd in 1963 in gebruik genomen. Hij werd ontworpen door Henricus Maria Koldewey in de stijl van het naoorlogs modernisme.
Het is een zaalkerk op rechthoekige plattegrond, uitgevoerd in baksteen. Opvallend zijn een glas-in-loodgevel en een bakstenen open klokkentoren op rechthoekige plattegrond die boven de voorgevel is geplaatst.
In 1982 werd de kerk onttrokken aan de eredienst en in 1996 werd hij in gebruik genomen als sociaal-cultureel centrum met onder meer een theaterzaal, een peuterspeelzaal en een bibliotheek.